# Matriz (tipografia)
Se denomina matriz a uma peça normalmente de metal que forma parte de um molde de um tipo de imprensa. O processo tradicional foi inventado por Johannes Gutenberg com o conjunto de inventos que constituem a imprensa de tipos móveis.
1. ↑  «Printing - Gutenberg, Moveable Type, Revolution | Britannica». www.britannica.com (em inglês). Consultado em 11 de junho de 2024